# Spinotarsus inermis
Spinotarsus inermis är en mångfotingart som först beskrevs av Carl Graf Attems 1934.  Spinotarsus inermis ingår i släktet Spinotarsus och familjen Odontopygidae. Inga underarter finns listade i Catalogue of Life.